# マイケル・バッファー
マイケル・バッファー（Michael Buffer、1944年11月2日 - ）は、アメリカ合衆国出身のリングアナウンサー。ペンシルベニア州フィラデルフィア出身。数々のビッグマッチでリングアナウンサーを務め、選手紹介の際のコール" Let's get ready to rumble!" （戦いの準備はいいか!）のキャッチフレーズで知られ、ジミー・レノン・ジュニアと共にアメリカ2大リングアナウンサーとして有名。
弟のブルース・バッファーはUFCのリングアナウンサー。

## 経歴・人物
第二次世界大戦中に、アメリカ海軍下士官の子供として産まれる。しかし生後11ヶ月で両親が離婚してしまい、里親に育てられる。ベトナム戦争中に20歳でアメリカ陸軍に入隊し、23歳まで過ごす。それから38歳でリングアナウンサーになるまで、車のセールスマン、モデルなど様々な職業を転々とする。
21歳の時に初めての結婚をし、2人の子を儲けるが、7年後に離婚する。1999年に再婚するが、2003年に離婚。2007年にテレビ番組「ザ・トゥナイト・ショー・ウィズ・ジェイ・レノ」で現在の妻にプロポーズをして結婚した。
リングアナウンサーとして有名になったことで、1989年にテレビの企画で長年音信不通だった父親と再会し、腹違いの弟ブルース・バッファーと初対面することになる。

### ボクシング
1982年にリングアナウンサーを始めて、1983年にはESPNで放送されていたトップランク社のボクシング中継のリングアナウンサーを任されるようになり、全国的な知名度を得る。1984年には" Let's get ready to rumble!"のフレーズを使い、さらに人気を博す。そしてこのフレーズの商標登録化に取り組み、1992年に商標登録として認められる。
2012年、国際ボクシング名誉の殿堂入りに選出。

### プロレス
2001年に団体が崩壊するまで、WCWのメインイベントで専属のリングアナウンサーとして活躍。WCWと専属契約があったため他の団体に登場することはなかったが、団体崩壊後はWWEなど他の団体でもリングアナウンサーとして活躍している。

### その他の活動
ワールドシリーズ、NBA決勝、スタンレー・カップ、NFL、UFCやその他の総合格闘技団体の試合、ポーカー大会でのアナウンス。サウスパーク、ザ・シンプソンズではアニメのキャラクターとして登場。映画「ロッキー・ザ・ファイナル」に自身の役で出演。他に" Let's get ready to rumble!"のフレーズは、テレビ番組やテレビーゲームなどで使用されている。

### 日本での活動
1988年3月21日に東京ドームで行われたWBA・WBC世界タイトルマッチのマイク・タイソン対トニー・タッブス戦で、リングアナウンサーを務めるために来日。K-1、総合格闘技のリングアナウンサーとしても来日経験がある。

## 出演
- ロッキー・ザ・ファイナル（2006年）
- リベンジ・マッチ（2013年）